# 佐々木栄松
佐々木 栄松（ささき えいしょう、1913年 - 2012年）は、日本の洋画家。

## 年譜
- 1913年　北海道北見国置戸生まれ、10歳まで白糠町の庶路で過ごした[1]。独学で絵を描き始め、少年期以降は釧路市の石板印刷会社で働き、水彩・デッサン・石版画・グラフィック・デザインなど様々な表現手法を体得した[1]。
- 1934年　阿寒国立公園記念ポスター展に応募し入選。
- 1963年　50歳代、美術館の見学・取材・釣りなどの目的で外遊する。1966年にソビエト連邦圏諸国、1968年には中近東、地中海諸国、ヨーロッパ、北欧諸国、1970年にはアラスカ、カナダ、北米、中南米諸国を巡る[1]。
- 1973年　60歳代、作品展（個展）を、東京銀座文芸春秋画廊・望月画廊、横浜、札幌、釧路等で開催。
- 1987年　70歳代、JR北海道釧路支社に、全国で最初の駅舎内画廊として「釧路ステーション画廊」を開設。
- 1993年　80歳代、「釧路ステーション画廊」で各種企画展を開催。
- 2006年　90歳代、東京「ロイヤルサロン銀座」画廊で3年間個展を開催。
- 2009年　「釧路ステーション画廊」閉館。
- 2011年　北海道立釧路芸術館・厚岸情報館・釧路市内の紙店、釧路南大通ギャラリー等で9回個展を開催。
- 2012年　1月11日、満98歳で亡くなる。
- 2013年　6月15日、特定非営利活動法人佐々木榮松記念釧路湿原美術館オープン。

## エピソード
- イトウ釣りの名人としても広く知られており、漫画家の矢口高雄を道東方面に案内したことを契機に、漫画『釣りキチ三平』(矢口高雄作・画)のイトウ釣り編に登場する「鳴鶴先生」（イトウ釣りの名人にしてルアーの研究家、魚拓の達人でもある湿原の画家）のモデルとなった[2][1]。